# Il cielo ha una porta sola (singolo)
Il cielo ha una porta sola è un brano musicale di Biagio Antonacci, estratto come primo singolo dall'album Il cielo ha una porta sola.

## Il brano
Il cielo ha una porta sola è stata scritta da Biagio Antonacci ed è stata pubblicata in versione digitale il 10 ottobre 2008 con circa due settimane d'anticipo rispetto alla pubblicazione dell'album. La canzone fa parte anche della colonna sonora del film Ex.
Il 23 ottobre il brano è entrato in classifica dei singoli digitali più scaricati in Italia alla quinta posizione, per salire la settimana seguente alla quarta posizione, che è stata la posizione più alta raggiunta dal singolo.

## Video musicale
Il videoclip prodotto per Il cielo ha una porta sola figura la partecipazione dell'attrice italiana Micaela Ramazzotti.

## Tracce
1. Il cielo ha una porta sola – 3:48

## Classifiche
| Classifica (2008) | Posizione massima |
| ----------------- | ----------------- |
| Italia            | 4                 |

### Classifiche di fine anno
| Classifica (2008) | Posizione |
| ----------------- | --------- |
| Italia            | 49        |